# Geky Dor
Geky Dor bila je talijanska serija stripova koju je kreirao i napisao Andrea Lavezzolo, a crtao Andrea Bresciani. Izlazio je tjedno u 20 brojeva od 1949. do 1950.

## Pozadina
Inspirirana novinskom pričom, serija pripovijeda o pustolovinama Gekyja Dora, mladića koji se pretvara u detektiva kako bi očistio ime svog oca koji je pogrešno optužen za ubojstvo. Gekyja u njegovim pustolovinama prati Salvatore, skitnica s kojim se sprijateljio. Tajanstvena figura poznata samo pod nazivom "il fantasma" (duh) intervenira u različitim točkama kako bi spasila par od opasnosti. Geky Dor bio je treći glavni strip junak kojeg je stvorio Lavezzolo, a drugi na kojem su on i Bresciani surađivali. Prvo izdanje, objavljeno 20. studenoga 1949., nosilo je naslov Doloroso ritorno (Tužni povratak). Posljednje izdanje i završna epizoda, La vittoria del fantasma (Duhova pobjeda), objavljeno je 9. travnja 1950. Serija je ponovno objavljena 1954. u dječjem časopisu Il Giornalino di Lucky s promijenjenim imenom glavnog junaka u "Teddy Len". Čitava serija objavljena je faksimilom i pod svojim izvornim imenom 1978. godine od strane Associazione Nazionale Amici del Fumetto.